# Награде Порин
Награде Порин су хрватска музичка признања која су 1993. године установили Хрватско друштво складатеља, Хрватска радио-телевизија и Хрватска глазбена унија.

## Награда за животно дело
- 1994 — Загребачки солисти, Антон Марти
- 1995 — Квартет 4М, Миљенко Прохаска
- 1996 — Ђорђе Новковић
- 1997 — Иво Погорелић, Иво Робић
- 1998 — Милко Келемен, Зденко Руњић
- 1999 — Дуња Вејзовић, Арсен Дедић
- 2000 — Загребачки квартет, Вице Вуков, Перо Готовац
- 2001 — Никица Калођера, Владимир Крпан
- 2002 — Ансамбл Ладо, Анђелко Клобучар, Синиша Шкарица
- 2003 — Дражен Врдољак, Бошко Петровић, Ружа Поспиш Балдани
- 2004 — Алфи Кабиљо, Емил Косето, Ненад Туркаљ
- 2005 — Бранко Михаљевић, Драго Млинарец, Божо Поточник, Милан Хорват
- 2006 — Драго Бритвић, Томислав Нералић, Габи Новак, Љубо Стипшић Делмата
- 2007 — Дубравко Детони, Ђело Јусић,
- 2008 — Никша Бареза, Звонко Шпишић
- 2009 — Дино Дворник, Тереза Кесовија, Љубо Кунтарић, Мирослав Милетић
- 2010 — Дарко Главан, Павле Дешпаљ, Мато Дошен, Стипица Калођера, Војно Кундић, Јулије Њикош, Вјекослав Шутеј
- 2011 — Драго Диклић, Јосип Клима
- 2012 — Time, Мишо Ковач, Стјепан Михаљинец
- 2013 — Дражен Боић, Вељко Деспот, Рајко Дујмић, Владимир Крањчевић, Анђела Поточник, Станко Селак, Стјепан Џими Станић
- 2014 — Жељко Бркановић, Валтер Дешпаљ, Мирослав Крижић, Дубравко Мајнарић, Крешимир Облак, Винко Цоце, Радојка Шверко
- 2015 — Никша Глиго, Грано Параћ
- 2016 — Даворин Кемпф, Хрвоје Хегедушић
- 2017 — Клапа Лучица, Зоран Јуранић, Зринко Тутић
- 2018 — Павица Гвоздић, Оливер Драгојевић, Јакша Фиаменго
- 2019 — Силвије Глојнарић, Ибрица Јусић, Паоло Сфеци
- 2020 — Јосипа Лисац, Томислав Ухлик
- 2021 — Зденка Ковачичек, Крунослав Кићо Слабинац, Силвио Форетић
- 2022 — Аки Рахимовски, Вера Свобода, Јура Стублић[3]
- 2023 — Маријан Бан, Масимо Савић, Душан Шарац[4][5]
- 2024 — Ерика Крпан, Хусеин Хасанефендић и Парни ваљак[6]
- 2025 — Мери Цетинић, Златко Таноди[7]

## Главне категорије

### Албум године
Ова категорија важи за албуме из свих жанрова са претежно новим снимцима (51% и више). Новим снимцима сматрају се снимци објављени у изборној години. Награду добијају извођач и музички продуцент.
- 1994 — Лупи петама, Прљаво казалиште[9]
- 1995 — Буђење, Парни ваљак[10]
- 1996 — Без струје: Live in ZeKaeM, Парни ваљак[11]
- 1997 — Оливер у Лисинском, Оливер Драгојевић[12]
- 1998 — Fred Astaire, Pips, Chips & Videoclips[13]
- 1999 — Жена дијете, Дамир Урбан[14]
- 2000 — Јуди, звири и бештимје, Џибони[15]
- 2001 — Дви, три ричи, Оливер Драгојевић[16]
- 2002 — Миракул, Џибони[17]
- 2003 — Пјесма је мој живот, Габи Новак[18]
- 2004 — Љубав, Нина Бадрић[19]
- 2005 — На злу путу, Арсен Дедић[20]
- 2006 — Вридило је, Оливер Драгојевић[21]
- 2007 — Unca fibre, Џибони[22]
- 2008 — Галерија Тутнплок, The Beat Fleet[23]
- 2009 — Пандорина кутија, Дино Дворник[24]
- 2010 — Творница снова, Нено Белан и Фјуменс[25]
- 2011 — Толеранца, Џибони[26]
- 2012 — , [27]
- 2013 — 2, Mayales[28]
- 2014 — Тишина мора, Оливер Драгојевић[29]
- 2015 — Ћирибу, ћириба, Психомодо поп[30]
- 2016 — Матија свира Арсена, Матија Дедић[31]
- 2017 — Фамилија, Оливер Драгојевић и Џибони[32]
- 2018 — Живот није сив, Миа Димшић[33]
- 2019 — Војко, Војко В[34]
- 2020 — Dangerous Waters, Џеј-Ар Огаст[35]
- 2021 — Ennui, Павел[36]
- 2022 — Липањ, српањ, коловоз, Урбан&4[37]
- 2023 — Довољно је рећи... Аки, Парни ваљак и пријатељи[38]
- 2024 — Двојко, Војко В[39]
- 2025 — Вјерујем у чуда, Психомодо поп[40]

### Песма године
Песма са мелодијом и стиховима може да добије ову награду ако је први пут објављена у изборној години, ако је изведена од стране хрватског извођача и присутна је у радијском етеру Републике Хрватске. Награду прима аутор.
- 1994 — Цесарица, Оливер Драгојевић[9]
- 1995 — Све још мирише на њу, Парни ваљак[10]
- 1996 — 23. просинац, Тони Цетински[11]
- 1997 — Ако ме носиш на души, Џибони[12]
- 1998 — Апокалипсо, Дарко Рундек[13]
- 1999 — Југо, Маријан Бан и Џулијано[14]
- 2000 — Чиним праву ствар, Џибони[15]
- 2001 — Рузинави брод, Маријан Бан[16]
- 2002 — Опрости, Џибони[17]
- 2003 — Све би да за њу, Оливер Драгојевић[18]
- 2004 — Чаробно јутро, Нина Бадрић[19]
- 2005 — Носталгична, The Beat Fleet[20]
- 2006 — Treblebass, Џибони[22]
- 2008 — Игра без граница, Тоше Проески[23]
- 2009 — Зар више нема нас, Масимо и Нено Белан[24]
- 2010 — Изнад облака, Нола[25]
- 2011 — Догодила се љубав, The Beat Fleet и Леа Деклева[26]
- 2012 — Тешке боје, Горан Баре и Мајке[27]
- 2013 — Улицама града (Пјесма среће), Нено Белан и Фјуменс[28]
- 2014 — Сузе нам стале на пут, Масимо[29]
- 2015 — Танго, Ватра[30]
- 2016 — Голи и боси, Елементал[31]
- 2017 — Заљубила сам се, Detour[32]
- 2018 — Безимени, Миа Димшић[33]
- 2019 — Ако те питају, Петар Грашо[34]
- 2020 — Искра, Урбан & 4[35]
- 2021 — Мали круг великих људи, Масимо[36]
- 2022 — Сама, Урбан & 4[37]
- 2023 — Требаш ли ме, Ени Јуришић и Матија Цвек[38]
- 2024 — Мама ШЧ!, Лет 3[39]
- 2025 — Rim Tim Tagi Dim, Baby Lasagna[40]

### Нови извођач године
Ову награду добијају извођачи коме је снимак или нови албум објављен у току изборне годиине донео општу препознатљивост широј јавности. У конкуренцију за ову награду улазе извођачи који имају најмање три сингла или албум у току изборне године. Не могу се конкурисати извођачи који су номиновани за неку другу категорију награде Порин, који су познати широј јавности на основу ранијих радова (осим ако су значајно променили музички жанр) или који су на музичкој сцени присутни дуже од 5 година. Награду прима извођач.
- 1994 — Маја Благдан[9]
- 1995 — Ален Витасовић[10]
- 1996 — [11]
- 1997 — [12]
- 1998 — [13]
- 1999 — Култура[14]
- 2000 — [15]
- 2001 — [16]
- 2002 — Далматино[17]
- 2003 — Едо Маајка[18]
- 2004 — Жак Хоудек[19]
- 2005 — Натали Диздар[20]
- 2006 — Гего и Пицигин бенд[21]
- 2007 — Тина Вуков[22]
- 2008 — Марко Тоља[23]
- 2009 — Томислав Голубан и Little Pigeon's Forhill Blues[24]
- 2010 — Валунгари[25]
- 2011 — Киноклуб[26]
- 2012 — Радио Луксембург[27]
- 2013 — Марио Хуљев[28]
- 2014 — Силенте[29]
- 2015 — [30]
- 2016 — Нина Краљић[31]
- 2017 — Антонела Доко[32]
- 2018 — Флуентес[33]
- 2019 — Огењ[34]
- 2020 — Џеј-Ар Огаст[35]
- 2021 — Албина[36]
- 2022 — Филип Рудан[37]
- 2023 — Марко Бошњак[38]
- 2024 — Идем[39]
- 2025 — [40]